# Tianzhou 3
Tianzhou 3 foi uma missão da nave espacial de carga não tripulada da classe Tianzhou, lançada em 20 de setembro de 2021, às 07:10:11 UTC. Como as missões anteriores de Tianzhou, a espaçonave foi lançada do Centro de Lançamento de Satélites Wenchang em Hainan, China, em um veículo de lançamento Long March 7.